# 老闆送作堆
《老闆送作堆》（英語：Set It Up）是一部2018年美國浪漫喜劇電影。由Claire Scanlon執導，劇本由Katie Silberman撰寫，主演為柔伊·德區、葛倫·鮑威爾、塔耶狄哥和劉玉玲。劇情是兩個工作狂助理試圖在紐約幫他們的老闆牽紅線。該片於2018年6月15日由Netflix發行。

## 劇情
Harper(柔伊·德區)是Kirsten(劉玉玲)的25歲助理，Kirsten以前是記者但現在是在知名運動新聞中擔任編輯。 Charlie(葛倫·鮑威爾)是一個高風險資本家Rick(泰·迪哥斯)的28歲的助理。 兩位助理皆工作於同一棟大樓且在某個晚上幫他們的老闆買晚餐時而結識。那天Harper已經預訂了自己和Kirsten的晚餐，但是忘記帶錢包而沒辦法付錢，這時Charlie已經沒有辦法訂購晚餐且剛好撞見Harper沒辦法付錢，於是就向送餐人員領走那餐點。Harper告訴Charlie她如果沒有晚餐會被開除，Charlie只好折衷給Harper一份。
Harper於第二天向Charlie還昨晚的晚餐錢。Harper非常驚訝Charlie竟然會為這麼嚴厲苛刻的老闆工作。Charlie表示這對於它未來的升遷會非常有幫助。 Harper表示自己非常欽佩自己的老闆Kirsten且夢想自己能夠寫一篇非常感人肺腑的運動新聞。 在互相抱怨自己都沒有個人時間後，Charlie開玩笑的提議雙方的老闆可以互相交往。 Harper最初唾棄這項提議，但想了一些計畫後決定將他們的老闆「送作堆」。這樣他們就可以在他們交往時得到更多的自由時間， Charlie不情願地加入這個計畫。
他們最初的計畫是讓兩人在故障的電梯中"可愛的邂逅"，當兩人進去時，剛好送貨員也進去。當電梯故障時，送貨員患有幽閉恐懼症，作出許多噁心的行為，讓這個計畫泡湯。 Charlie和Harper沒有死心，讓兩人安排去看棒球，並且賄賂攝影機小弟，讓他們上親親鏡頭。 三次嘗試後，Rick和Kirsten接吻。 他們開始約會，使Charlie有時間可以跟她的女友Suze約會。 
但是其中還是有許多困難讓他們兩個湊在一起，所以Harper跟Charlie必須更加努力以讓兩位老闆能夠在一起。 他們操控老闆的筆記、行程，等等。甚至幫他們籌辦了一個假日旅行，也因此讓Charlie和Harper有一個假日可以休息。 Harper也有時間能出席她室友Becca的訂婚派對。 但是Harper與她的約會對象聯絡不上，Charlie於是答應陪同Harper一同參加派對，他們有個愉快的派對時光。當派對沒有披薩時，Harper提議去買個披薩來吃，他們買完披薩後在Charlie的房間吃，兩人在吃披薩中似乎產生一些情愫。
過了假期之後，Rick和Kirsten從假期中返回，並告訴他們的助理(Harper和Charlie)要訂婚了。 Harper和Charlie都很開心，但是Charlie很快就知道Rick其實對於前妻還是有一些關係，且並沒有告訴Harper。但Harper不小心偷聽到Rick正在與前妻進行煽情的電話，Harper對於Charlie非常失望，Harper決定告訴Kirsten以阻止他們的婚禮。 
Harper去找Kirsten向她說明自己和Charlie的計謀，並告訴Kirsten說Rick在電話中做的事。但Kirsten沒有理會，並且炒了Harper，並且決定還是要去結婚。
Charlie和Suze在高檔餐廳吃飯，當Suze說出這是自己最棒的一餐時，Charlie意識到自己最棒的一餐是與Harper在房間中吃的便宜披薩，於是Charlie發現自己根本不愛Suze，並與她分手。與她分手後跑到機場告訴Kirsten說Rick根本不愛她，而且也不了解她，且向Rick辭職。Kirsten才恍然大悟，且與Rick分手。
Harper經歷了低潮，好在有好友的鼓勵下開始寫文章。 Rick找Charlie向他要前妻的資料，Rick發現自己對前妻是真心的。 Charlie答應會寄給Rick她前妻的資料。 
Kirsten呼叫Harper去她的辦公室以把她重新聘請回去，但Harper拒絕並告訴Kirsten她需要專注在她的文章上面，沒辦法為Kirsten工作。而Kirsten也為Harper的文章提出建議。 
當Harper走出大樓的時候看到Charlie，他們才意識到原來Kirsten在幫他們「送作堆」。 Charlie表示他辭掉了工作。他們發現儘管兩人有許多討厭對方的原因，但其實非常在乎對方，電影在兩人相吻後結束。

## 演員
- 柔伊·德區 飾演 Harper Moore，Kirsten的助手
- 葛倫·鮑威爾 飾演 Charlie Young，Rick的助手
- 劉玉玲 飾演 Kirsten Stevens，Harper的老闆
- 泰·迪哥斯 飾演 Richard 「Rick」Otis，Charlie的老闆
- 祖安·史摩 飾演 Suze, Charlie的女朋友
- Meredith Hagner（英语：Meredith Hagner） 飾演 Becca，Harper的室友
- 皮特·戴維森 飾演 Duncan，Charlie的室友
- Jon Rudnitsky（英语：Jon Rudnitsky） 飾演 Mike，Becca的未婚夫
- 泰塔斯·伯傑斯（英语：Titus Burgess）飾演變態Tim，警衛(操控電梯)
- Noah Robbins（英语：Noah Robbins） 飾演實習生
- Jaboukie Young-White（英语：Jaboukie Young White） 飾演助理Alex

## 製作
在2016年二月， 官方宣布艾蜜莉·克拉克 會演出這部電影，由編劇Katie Silberman。而Justin Nappi和Juliet Berman兩位監製在他們的TreeHouse影業上放置橫幅廣告，而 米高梅 是最初的發行商。 在2017年三月，宣布 柔伊·德區 和 葛倫·鮑威爾 加入演員的行列，柔伊·德區代替艾蜜莉·克拉克。Claire Scanlon由Katie Silberman的劇本導演出這部電影。最终Netflix取代米高梅作為電影發行商。 在2017年六月， 泰·迪哥斯、劉玉玲、祖安·史摩 加入了演員行列。 電影於2017年六月正式在纽约市拍攝。

## 發行
這部電影在2018年6月15日在Netflix發行。

## 迴響
在 評論媒體 爛番茄 的評論中，這部電影在55項評論中平均得到91的新鮮度。以及觀眾1111個評論中平均評級68分。 該網站評級為"這是一部採用典型「浪漫喜劇」的電影。但它證明了在這經典浪漫喜劇方程式中還是有大量的樂趣去探索。" Metacritic評級這部電影平均得到61分，評級為"大致上大家會喜歡的"。

## 續集
導演 Claire Scanlon 在採訪時說過Netflix有可能會拍攝續集。

## 外部連結
- 互联网电影数据库（IMDb）上《Set It Up》的资料（英文）